# Diagrama de Finkelstein
O diagrama de Finkelstein do espaço-tempo, ou diagrama espaço-tempo de Finkelstein, ou diagrama de Eddington-Finkelstein modela, ilustra graficamente, o colapso gravitacional de uma esfera de determinada massa em um buraco negro.
Usualmente, a coordenada radial de Finkelstein r é o raio da circunferência, definida como sendo a própria circunferência de uma esfera em raio r é 2•π•r, enquanto a coordenada tempo de Finkelstein é definida como raios de luz radialmente em queda movendo-se a 45° no diagrama espaço-tempo.
O diagrama mostra linhas representando a superfície da esfera em colapso, o "horizonte absoluto", que é definido como sendo a superfície dentro da qual fótons não podem escapar mais para o exterior. O horizonte inicia em raio zero, e move-se para o exterior até encontrar a superfície de colapso da esfera.
Uma singularidade forma-se dentro do horizonte quando a esfera colapsa ao raio zero.
O gráfico mostra as linhas representando o tempo constante de Schwarzschild externo e linhas representando o tempo constante de Friedmann-Robertson-Walker dentro da esfera em colapso. Somam-se linhas referentes ao raio circunferencial constante.
Este diagrama espaço-tempo é comparado a geometria plana de Schwarzschild.
Coordenadas Eddington-Finkelstein diferem de coordenadas Schwarzschild coordinates somente na rotulagem da variável tempo. A rotulagem é arranjada de maneira que radialmente raios de luz não em queda movam-se a 45° no diagrama espaço-tempo. O tempo de Finkelstein tF é relacionado ao tempo de Schwarzschild pela relação
tF = t + ln|r - 1|
em unidades onde a velocidade da luz e o raio de Schwarzschild sejam iguais a 1, ou c = 1 e rs = 1.
Comparações, transformações e conduções a situações limites e intermediárias são feitas entre as duas representações, visando comparar os modelos e entender-se determinadas questões teóricas.
Há uma continuidade entre os modelos dos diagramas espaço-tempo de Finkelstein alterando-se entre diagramas de Schwarzschild e geometrias de esferas em colapso.
Pode-se fazer transformações modificando os diagramas de Schwarzschild em diagramas de Finkelstein.